# Siccia bicolorata
Siccia bicolorata är en fjärilsart som beskrevs av Jean Romieux 1937. Siccia bicolorata ingår i släktet Siccia och familjen björnspinnare. Inga underarter finns listade i Catalogue of Life.